# Cowlitz River
Der Cowlitz River ist ein 170 km langer Nebenfluss des Columbia Rivers im US-Bundesstaat Washington. 
Mit seinen Nebenflüssen entwässert der Cowlitz River den größten Teil von Mount Rainier, Mount Adams und Mount St. Helens. Sein Einzugsgebiet liegt im Lewis County zwischen der Kaskadenkette und den Citys Kelso und Longview. Es umfasst 6400 Quadratkilometer.
Die wichtigsten Zuflüsse des Cowlitz Rivers sind Cispus River und Toutle River. Letzterer wurde beim Ausbruch des Mount St. Helens 1980 durch Lahare blockiert.

## Brücken
Der Cowlitz River wird von mehreren Brückenbauwerken überspannt. Direkt oberhalb der Mündung in den Columbia River verbindet eine Eisenbahnbrücke den Hafen von Longview mit der Bahnlinie der Burlington Northern and Santa Fe Railway (BNSF), eine Straßenbrücke befindet sich daneben. Etwas weiter oberhalb verbinden zwei Brücken West Kelso mit dem Rest von Kelso und nördlich von Kelso quert eine Eisenbahnbrücke für die Columbia and Cowlitz Railway den Fluss.
Bei Lexington verbindet eine zweispurige Brücke die SR 411 mit der Auffahrt 42 der Interstate 5 auf dem Ostufer. In Castle Rock führt eine Brücke vom Stadtzentrum zur Schule und zu Wohnvierteln auf der anderen Seite des Flusses und einige Kilometer weiter, knapp oberhalb der Einmündung des Toutle Rivers überquert die BNSF-Bahnlinie den Fluss. Zwischen Vader im Lewis County und Toledo im Cowlitz County führt die Interstate 5 über den Fluss und bei Toledo kreuzt die SR-505 das Gewässer.
Der U.S. Highway 12 führt westlich von Mossyrock über den Mayfield Lake. Von beiden Seiten wurde ein Fahrdamm in Richtung des gegenüberliegenden Ufers gebaut, der in der Mitte durch einen Brückenabschnitt verbunden ist. Am Staudamm verbindet eine kleine Brücke im Zuge der SR 122 beide Ufer. Östlich von Mossyrock war die Cowlitz River Bridge bis 1971 mit einer Länge von 168 m die längste Bogenbrücke aus Beton in Nordamerika.
Am Kopf des Riffe Lakes verbindet eine Straßenbrücke die Waldgebiete südlich des Flusses mit Morton und Glenoma auf der Nordseite. Bei Randle quert den Fluss die SR 131 und erschließt so das Gebiet am Cispus River und die nördlichen Gebiete des Mount St. Helens National Volcanic Monuments. U.S. Highway 12 kreuzt den Fluss nochmals in Cora und dann im Big Bottom Valley zwischen Randle und Packwood. Oberhalb von Packwood überqueren zahlreiche Waldwege die Quellflüsse des Cowlitz Rivers.

## Stauseen
Am Cowlitz River gibt es drei große Staudämme mit Wasserkraftwerken und eine Reihe kleinerer Kraftwerke.
Das Cowlitz Falls Project ist ein 70-Megawatt-Kraftwerk, das zu Beginn der 1990er Jahre errichtet und 1994 fertiggestellt wurde. Der Damm ist knapp 43 m hoch und 213,5 lang. Das Kraftwerk erzeugt jährlich 260 Gigawattstunden elektrischen Strom. Der Stausee befindet sich unterhalb von Randle an der Mündung des Cispus Rivers.
Am Mossyrock Dam begann die Stromerzeugung für Tacoma City Light im Jahre 1968. Der Damm hat eine Höhe von 184,5 m und staut den 37 km langen Riffe Lake auf. Dieser war früher als Davisson Reservoir bekannt. Bei dem Bauwerk handelt es sich um den höchsten Staudamm im Pazifischen Nordwesten. Der Staudamm hat seinen Namen nach der in der Nachbarschaft gelegenen Stadt Mossyrock und der See trägt den Namen des Ortes Riffe, der gemeinsam mit Kosmos beim Fluten des Stausees untergegangen ist.
Der Mayfield Dam ist 259 m lang und 56 m hoch. Ein 262 m langer Stollen verbindet das Staubecken mit dem Turbinenhaus. Hier begann die Stromerzeugung 1963. Mayfield Lake bietet zahlreiche Erholungsmöglichkeiten, da mehrere Parkeinrichtungen an seinen Ufern liegen und ist aufgrund seiner Lage einige Kilometer unterhalb von Mossyrock attraktiv. Der geregelte Zufluss aus dem Riffe Lake lässt die Wasserhöhe des Mayfield Lakes nur sehr gering schwanken.
Packwood Lake entstand 1964 durch einen Staudamm des Washington Public Power Supply Systems (heute Energy Northwest). Die eigentliche Aufgabe dieses Staudammes ist es, das Wasser eines durch einen Erdrutsch entstandenen Sees zurückzuhalten. Außerdem leitet er Wasser zu einem Wasserkraftwerk mit einer Leistung von 27 Megawatt ab, das sich 300 Höhenmeter unterhalb im Tal des Cowlitz Rivers bei Packwood befindet. Bei der Planung und beim Bau des Staudammes wurde Sorge getragen, dass durch das Bauwerk die Tierwelt in dem Gebiet keinen Schaden nahm. Durch den Damm wurde der Wasserstand nur ein paar Meter angehoben.

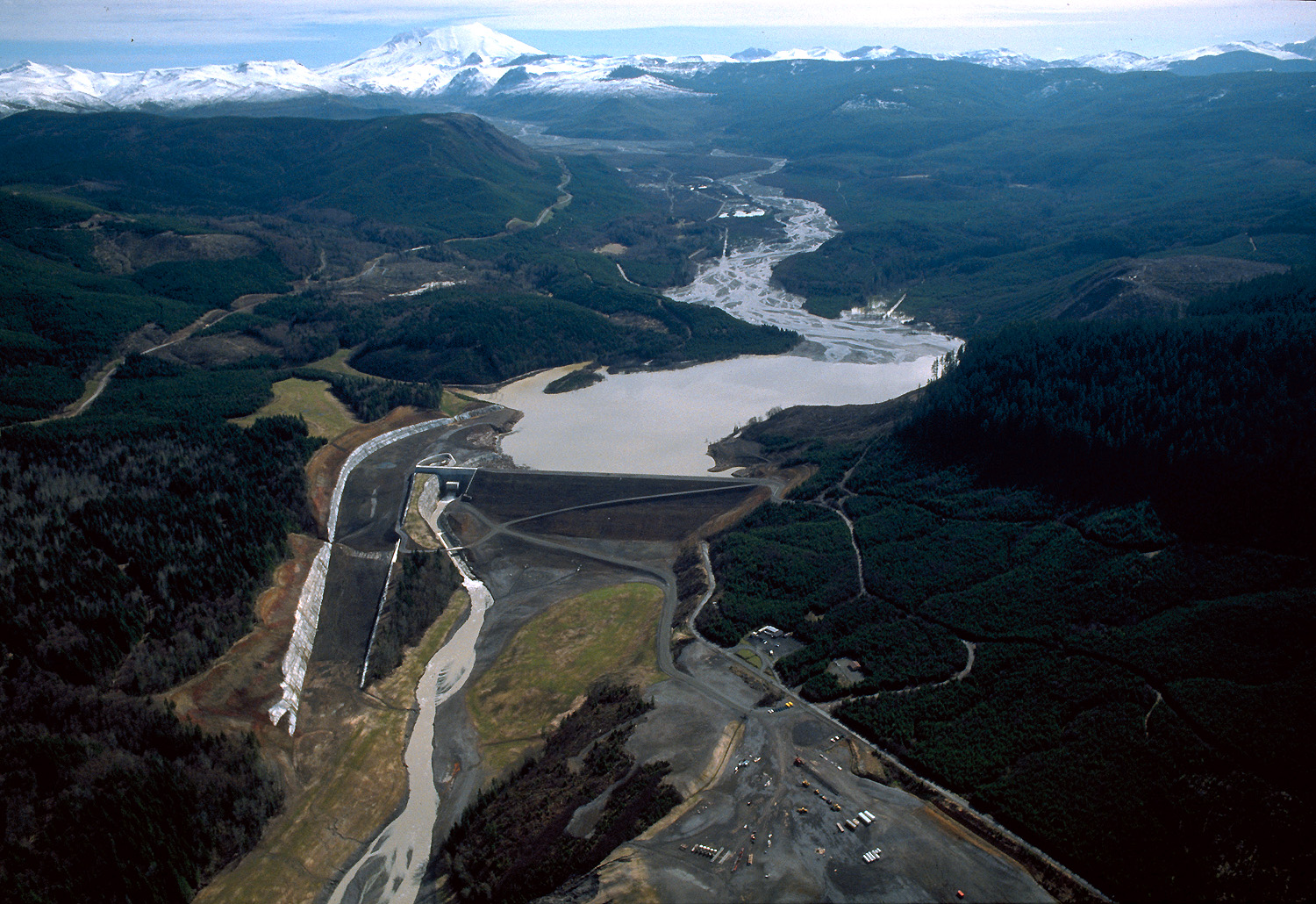
Bauwerk zur Zurückhaltung von Sedimenten am North Fork des Toutle Rivers. Dieser Staudamm befindet sich etwa 35 km oberhalb der Mündung des Flusses in den Cowlitz River.

Ein schwerwiegender Nebeneffekt des Ausbruchs des Mount St. Helens ist der Transport riesiger Mengen von Sedimentationsmaterial durch den North Fork Toutle River. Nach der Eruption war der Gehalt an Sedimenten im Fluss auf das 5000-fache gestiegen, wodurch der Toutle River einer der am meisten mit Sedimenten gesättigten Flüsse der Welt wurde. Die Toutle River Sediment Retention Structure wurde errichtet, um die Sedimente zurückzuhalten, bevor sie weiter flussabwärts gespült werden und das Flussbett zusetzen. Dadurch würden Fluten entlang des Unterlaufes verstärkt und die Fahrrinne des Columbia Rivers zunehmend seichter werden. Diese muss sowieso regelmäßig ausgebaggert werden.

## Hydrologie
Der United States Geological Survey unterhält in Castle Rock einen Pegel. Die jährliche mittlere Abflussmenge im Durchschnitt von 1928 bis 2005 betrug 259 m³/s. Der höchste verzeichnete Wert waren 3944 m³/s am 23. Dezember 1933, der niedrigste Durchfluss von 28 m³/s wurde am 7. und 8. November 1935 gemessen.